# نياني سونيي
نياني سونيي (بالاندونيسية:Nyanyi Sunyi ؛ المعنى بالعربية: «أغاني العزلة» أو «أغاني الصمت») هي مجموعة شعرية تعود لعام 1937 لأمير حمزة. كُتبت هذه المجموعة بعد فترة من إجبار الشاعر على الزواج من ابنة سلطان لانجكات بدلاً من حبه المختار في جاوة، وتتكون هذه المجموعة من 24 قصيدة وكلمات من النثر الغنائي معنونة، لم يتم تأريخ أي منها. نُشرت المجموعة لأول مرة في مجلة بوجانجا بارو Poedjangga Baroe، وأعيد نشر المجموعة ككتاب مستقل عدة مرات.
ركز تحليل نياني سونيي على موضوع الله وعلاقته بالإنسانية، وكذلك جوانب الوجود البشري: القدر، وعدم الرضا، والهروب. يعتبر النقاد الأدبيون إتش بي جاسين وزبير عثمان المجموعة محاولة لمعالجة مشاكل أمير الدنيوية. لوحظ أن المجموعة صعبة القراءة بسبب استخدامها نادرًا ما تستخدم مصطلحات الملايو والجاوية والأساس في الثقافة الإسلامية وتاريخ الملايو. على الرغم من ذلك، وُصِف نياني سوني بأنه أكثر حرية في شكله من الشعر الماليزي التقليدي، مع ما وصفه الشاعر شيريل أنور بعبارات «عنيفة وحادة وقصيرة»  والتي جلبت أسلوبًا جديدًا للغة الإندونيسية.

## خلفية

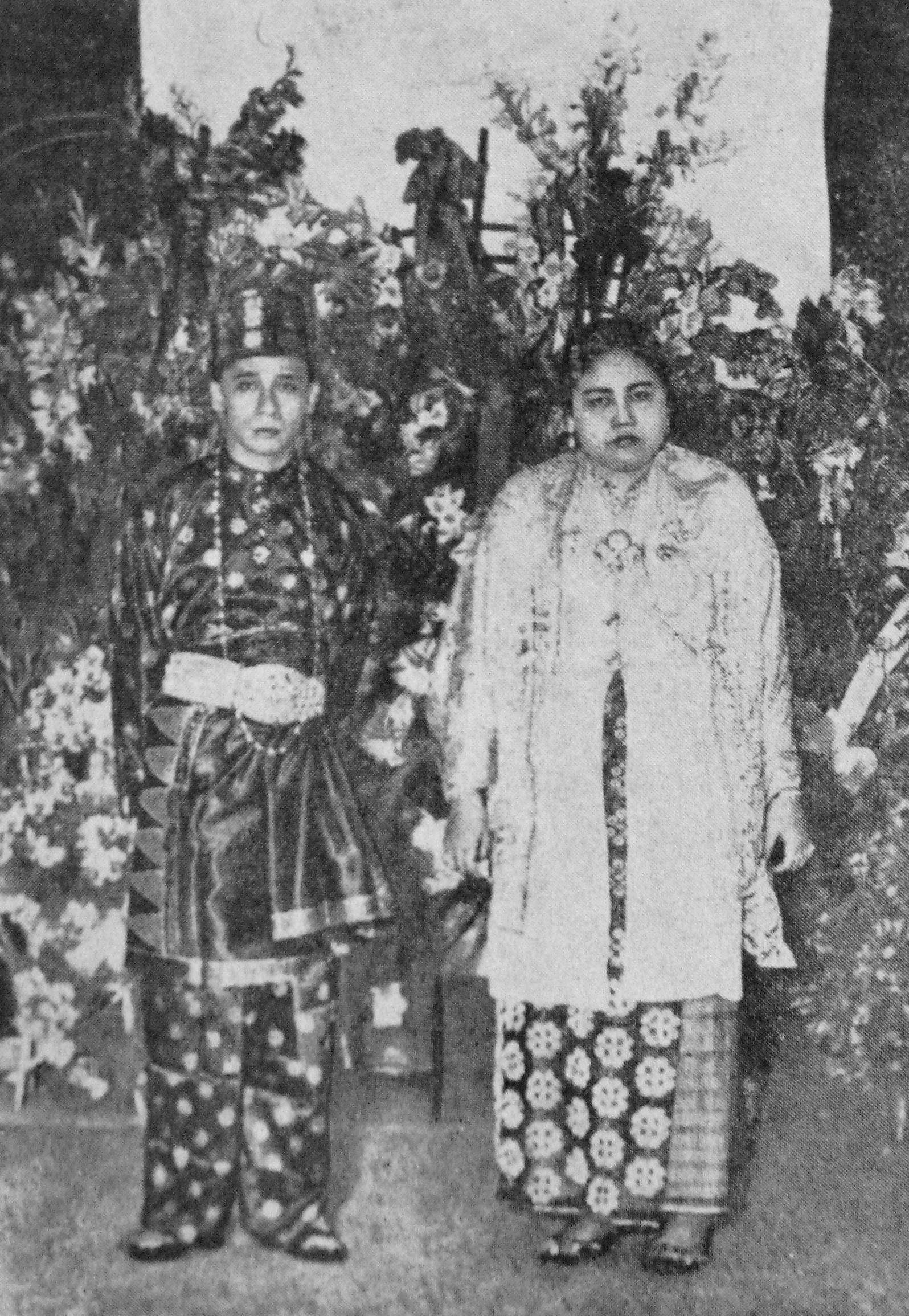
يُعتقد أن زواج أمير المدبّر قد أثر بشكل كبير على نياني سوني.

كان أمير حمزة (1911-1946) كاتبًا ماليزيًا تلقى تعليمه في هولندا ومن أصول نبيلة ومسلم متدين. لقد كان ذا توجه جيد في الأدب الماليزي التقليدي، مع المفضلة بما في ذلك النصوص التاريخية مثل حكاية هنغ تواه و قصيدة سيتي زبيدة و حكاية بنجاتنترا. كما قرأ أمير أعمال الأدب العربي والفارسي والهندوسي.  ونتيجة لذلك، كان لديه مفردات كثيرة. 
يعتبر الشاعر لورنز كوستر بوهانج أن القصائد الواردة في نياني سوني قد كتبت بين عامي 1933 و 1937،   بينما يرجع الباحث الهولندي في الأدب الإندونيسي أ. تيو القصائد إلى عامي 1936 و 1937، كانت تلك الفترة من الاضطرابات العاطفية الكبيرة بالنسبة لحمزه، الذي طُلب منه الزواج من ابنة سلطان لانجكات، الذي مول دراسته في جاوة. في ذلك الوقت، ورد أن أمير وقع في حب امرأة جاوية أثناء دراسته، وأجبر على تركها. 

## محتويات
يتكون نياني سونيي من أربعة وعشرين قطعة معنونة ورباعية بدون عنوان.  صنف المخرج الوثائقي الأدبي الإندونيسي إتش بي جاسين ثمانية من الأعمال على أنها نثر غنائي، أما الثلاثة عشر المتبقية فهي قصائد.  لم يتم تأريخ أي من الأعمال في نياني سوني (وفي الواقع لم يتم تأريخ أي من أعمال أمير الأخرى).  يوجد في نهاية الكتاب مقطعان نصه " Sunting sanggul melayah rendah / sekaki sajak seni sedih "،  الذي ترجمه الشاعر والمترجم الأمريكي بيرتون رافيل على أنه«زهرة تطفو في عقدة فضفاضة من الشعر / ولدت قصائدي الحزينة». 
القصائد داخل المجموعة هي: 
قصائد بلا عنوان
1. رباعية بلا عنوان ("Sunyi Itu Duka"؛ «الصمت حزن»)

قصائد معنونة
1. "Padamu Jua" («من أجلك أيضا»)
2. "Barangkali" («ربما»)
3. "Hanya Satu" («واحد فقط»)
4. "Permainanmu" («ألعابك»)
5. "Tetapi Aku" («لكن أنا»)
6. "Karena Kasihmu" («بسبب حبك»)
7. "Sebab Dikau" («بسببك»)
8. "Doa" («دعاء»)
9. "Hanyut Aku" («انجرف لي»)
10. "Taman Dunia" («حديقة العالم»)
11. "Terbuka Bunga" («افتح الزهور»)
12. "Mengawan" («تسلق إلى السماء»)
13. "Panji Dihadapanku" («لافتات في بصري»)
14. "Memuji Dikau" («امتدحك»)
15. "Kurnia" («هدية»)
16. "Doa Poyangku" («دعاء أحفادي»)
17. "Turun Kembali" («انزل مرة أخرى»)
18. "Batu Belah" («حجر مشقوق»)
19. "Didalam Kelam" («في الظلام»)
20. "Ibuku Dehulu" («أمي أولا»)
21. "Insyaf" («مدرك»)
22. "Subuh" («صلاة الصباح»)
23. "Hari Menuai" («يوم الحصاد»)
24. "Astana Rela" («قصر الاستقالة»)

## الشكل
على عكس الكثير من أعمال أمير السابقة، لم تتبع القصائد في بشكل عام تنسيق بانتون والشعر التقليدي المكون من أربعة أسطر من أربع كلمات.  يلاحظ تيو أن البعض، مثل "Batu Belah"، اتبعت الأشكال الأوروبية التقليدية مثل بالاد.  كان الآخرون أكثر حرية، ويميلون إلى الشعر النثرى. 
يعتمد أسلوب أمير بشكل كبير على المصطلحات الماليزية القديمة التي لم تستخدم إلا قليلاً في العصر الحديث. كما أنه يقترض بشكل كبير من اللغات الإندونيسية الأخرى، وخاصة الجاوية والسوندية.  تأثر اختيار الكلمات بالحاجة إلى الإيقاع والقياس، بالإضافة إلى الرمزية المتعلقة بمصطلحات معينة.  ولكن في النهاية، أصبح أمير أكثر حرية في استخدام لغته من الشعراء التقليديين.  كتب الناقد الإندونيسي بكري سيريغار أن النتيجة كانت «تلاعبًا جميلًا بالألفاظ».  
كتب المترجم جون إم إيكولز أن القصائد «صعبة القراءة حتى للإندونيسيين»،  بينما وصف الشاعر شيريل أنور الأعمال بأنها «شعر غامض» لا يمكن للأشخاص فهمه دون فهم الإسلام والتاريخ الماليزي.  يلاحظ العالم الأدبي الإندونيسي محمد بالفاس أن العمل يحتوي أيضًا على إشارات عديدة إلى النصوص الدينية، الإسلامية والمسيحية. 
رأى أنور أن أمير، من خلال نياني سني، جلب أسلوبًا جديدًا للغة الإندونيسية، بعباراتها «العنيفة والحادة والقصيرة».  في مقال كتبه عام 1945 (ترجمه رافيل)، «قبل أمير (حمزة) كان يمكن للمرء أن يطلق على الشعر القديم قوة مدمرة؛ لكن يا له من ضوء ساطع ألقاه على اللغة الجديدة». 

## ثيمات
الدين والله موجودان في كل مكان في جميع أنحاء المجموعة، كما يتضح من القصيدة الأولى، "Padamu Jua".  غالبًا ما يستخدم أمير كلمة "Tuhan" («الله»). ومع ذلك، على عكس قصائده السابقة التي استخدمتها بطريقة مشابهة لـ "Dewa" («الإله»)، فقد استخدمت الكلمة في Nyanyi Sunyi كما هو مفهوم في الديانات الإبراهيمية، مثل إسلام أمير.  يظهر أمير تأثيرات من الصوفية.  في بعض الحالات، كتب تيو، يعامل أمير الله تقريبًا كمحب، مستخدمًا مصطلحات مألوفة مثل "engkau" («أنت») لمخاطبته.  ومع ذلك، يدرك أمير أنه لا يمكن أن يكون واحدًا مع الله.  كتب جاسين أن أمير يبدو مدركًا لصغر حجمه أمام الله، بصفته دمية في إرادة الله.  يلاحظ تيو أن أمير يدرك أنه لن يكون موجودًا لولا وجود الله. 
هذا لا يعني أن أمير يقبل منصبه الأدنى بالنسبة إلى الله؛ يكتب جاسين أن أمير يظهر في عدة حالات شعور بعدم الرضا عن افتقاره إلى القوة ويحتج على حتمية الله.  ويشير تيو أيضًا إلى شعور بعدم الرضا في جميع القصائد، حيث كتب أن أمير يبدو أنه يعامل الله ككيان «يلعب مع البشر فقط، مما يسمح بدفعهم جانبًا ومحوهم».   في مكان آخر كتب تيو أن أمير يشكك في القدر وضرورة انفصاله عن حبه. 
بصرف النظر عن موضوعات الله والدين، يُظهر أمير أيضًا وعيًا بإنسانيته، مدركًا غرائزه ودوافعه.  يكتب جاسين أن «أغنية أمير هي أغنية روح الرجل»،  تظهر حزنًا وفرحًا لا يعترفان بالطبقة أو العقيدة.  يلاحظ تيو إحساسًا بعدم الثقة، وهو شعور - بعد أن فقد حبه مرة واحدة - لا يوجد سبب يمنع أمير من فقدان حبيبته القادمة.  في غضون ذلك، ناقش الناقد الإندونيسي زبير عثمان موضوع الحب المفقود فيما يتعلق بالدين، وكتب أن فقدان حبيبته الجاوية جعل أمير يقترب من الله. 
يكتب جاسين أن أمير يستخدم «الصمت» (sunyi) كطريقة لمعالجة مشاكله الدنيوية: فيما يتعلق بالوقت، وهويته، والله، والحب. وفقًا لجاسين، في نهاية التجميع، انجرف الحب الجسدي نحو الروح الروحية، مع الإجابات المقدمة نابعة من خارق للطبيعة.  ولكن في النهاية، استنتج جاسين أن روح أمير لم تصل إلى مرحلة النضج. يعتبر القصيدة الأخيرة للمجموعة، "Astana Rela"، مجرد هروب مؤقت.  وجد جاسين أن موضوع الدين بالمثل هو الهروب من أحزان أمير الدنيوية،  وهو رأي ردده عثمان. 

## النشر
نُشر Nyanyi Sunyi لأول مرة في عدد نوفمبر 1937 من Poedjangga Baroe، وهي مجلة أدبية ساعد أمير في تأسيسها.  نُشر لاحقًا ككتاب مستقل، وبحلول عام 1949 كان قد شهد طبعه الثالث. 
في عام 1941، نشر أمير مجموعة شعرية أخرى بعنوان Buah Rindu «ثمار الشوق»، وهي تتألف في معظمها من أعماله السابقة. يلاحظ جاسين أن الأعمال في Nyanyi Sunyi تبدو أكثر تطورًا ونضجًا من تلك الموجودة في المجموعة اللاحقة.  يلاحظ تيو أن المجموعة الأخيرة كانت تتعلق بشكل أكثر صراحة بالحب الرومانسي، وليس الحب الديني لنياني سوني . 

### الحواشي
1. ↑  Original: "... permainan kata jang indah."
2. ↑  Original: "... hanya memper-main2kan manusia, jang dibiarkanja ter-tunggu2 dan terhapus."
3. ↑  Original: "Njanjian Amir adalah njanjian djiwa manusia."

1. 1 2 3 4  Raffel 1970.
2. ↑  Jakarta City Government, Amir Hamzah.
3. 1 2  Echols 1956.
4. 1 2  Teeuw 1980.
5. 1 2 3 4 5 6 7 8 9 10 11 12 13 14 15 16  Jassin 1962.
6. 1 2 3 4  Hamzah 1949.
7. ↑  Raffel 1968.
8. 1 2 3 4 5 6 7  Teeuw 1955.
9. 1 2  Siregar 1964.
10. 1 2  Rosidi 1976.
11. 1 2 3  Balfas 1976.
12. 1 2  Usman 1959.

### Works cited
- "Amir Hamzah". Encyclopedia of Jakarta (بالإندونيسية). Jakarta City Government. Archived from the original on 2012-01-02. Retrieved 2011-12-26.
- Balfas، Muhammad (1976). "Modern Indonesian Literature in Brief". في L. F.، Brakel (المحرر). Handbuch der Orientalistik [Handbook of Orientalistics]. Leiden, Netherlands: E. J. Brill. ج. 1. ISBN:978-90-04-04331-2. مؤرشف من الأصل في 2023-03-08. اطلع عليه بتاريخ 2011-08-13.
- Echols، John (1956). Indonesian Writing in Translation. Ithaca: Cornell University Press. OCLC:4844111.
- Hamzah, Amir (1949). Njanji Sunji [Song of Silence] (بالإندونيسية). Jakarta: Pustaka Rakjat. OCLC:65112881.
- Jassin, H.B. (1962). Amir Hamzah: Radja Penjair Pudjangga Baru [Amir Hamzah: King of the Pudjangga Baru Poets] (بالإندونيسية). Jakarta: Gunung Agung. OCLC:7138547.
- Raffel، Burton (1968) [1967]. Development of Modern Indonesian Poetry (ط. 2nd). Albany, NY: State University of New York Press. ISBN:978-0-87395-024-4. مؤرشف من الأصل في 2022-11-22.
- Raffel، Burton (1970). Complete Prose and Poetry of Chairil Anwar. Albany: State University of New York Press. ISBN:978-0-87395-061-9.
- Rosidi, Ajip (1976). Ikhtisar Sejarah Sastra Indonesia [Overview of the History of Indonesian Literature] (بالإندونيسية). Bandung: Binacipta. OCLC:609510126.
- Siregar، Bakri (1964). Sedjarah Sastera Indonesia [History of Indonesian Literature]. Jakarta: Akademi Sastera dan Bahasa "Multatuli". ج. 1. OCLC:63841626.
- Teeuw, A. (1955). Pokok dan Tokoh [Tenets and Figures] (بالإندونيسية). Jakarta: Pembangunan. Vol. 1. OCLC:428077105.
- Teeuw, A. (1980). Sastra Baru Indonesia [New Indonesian Literature] (بالإندونيسية). Ende: Nusa Indah. Vol. 1. OCLC:222168801. Archived from the original on 2022-11-22.
- Usman, Zuber (1959). Kesusasteraan Baru Indonesia dari Abdullah Bin Albdalkadir Munshi sampai kepada Chairil Anwar [Modern Indonesian Literature from Abdullah Bin Albalkadir Munshi to Chairil Anwar] (بالإندونيسية). Jakarta: Gunung Mas. OCLC:19655561.